# 永原慶二
永原 慶二（ながはら けいじ、1922年7月12日 - 2004年7月19日）は、日本の歴史学者。一橋大学名誉教授、和光大学名誉教授。専門は日本中世史。学位は、経済学博士（一橋大学・1962年）。

## 略歴

### 戦前
1922年、関東州大連市に生まれた。1942年3月に東京高等学校文科乙類を卒業後。同年4月、東京帝国大学文学部国史学科に入学。1943年、文科系学生の徴兵猶予停止にともない、海軍の大竹海兵団に入団。1944年、東京帝国大学国史学科を卒業。

### 戦後
終戦後に帰郷し、東京帝国大学大学院に入学。1947年、東京大学史料編纂所員となり、『大日本史料』第三編の編纂業務に従事した。
このころ一橋大学では、村松恒一郎・川上多助門下の及川完助教授が戦死したのち、ながらく日本経済史担当の専任教員が空席となっており、その伝統が断絶してしまっていた。豊田武が兼任教授として教鞭を執っていたが、日本史専攻大学院生は皆無という状況であった。1958年、永原は豊田兼任教授の後任として、一橋大学経済学部助教授となり、日本経済史講座を担当。1960年に着任した古島敏雄兼任教授とともに多くの研究者を育成した。1962年、一橋大学に学位論文『日本封建制成立過程の研究』を提出して経済学博士の学位を取得。1963年、一橋大学教授に昇任、1986年同大学退官、名誉教授の称号を授与された。その後は、1986年から1988年まで日本福祉大学経済学部教授、1988年から1993年まで和光大学人文学部教授。同大学退官、名誉教授の称号を授与された。2004年7月9日、血管の癌により、東京都新宿区で死去。81歳没。
また、学界においては、1970年から1973年まで歴史学研究会委員長、1978年から1985年まで日本学術会議会員、1978年から1993年まで文化財保護審議会専門委員、1983年から1989年まで比較家族史研究会会長をつとめた。

## 研究内容・業績
- 在地領主制、とくに荘園制・大名領国制研究を展開して、日本中世史像の基礎を確立した。その学問については、自身による回想や門人らによる業績紹介・追悼文によって構成された『永原慶二の歴史学』（吉川弘文館、2006年　ISBN　9784642079594）が刊行されているほか、主要著作について、吉川弘文館より『永原慶二著作選集』全10巻が刊行。歴史学研究の方法としてマルクス歴史学、つまりマルクスの分析方法を中世史の研究に適用した、と述べている[8]。
- 柳生の徳政碑文を改めて紹介し、注目されるきっかけを作った。

### 教科書検定に対する立場
教科書検定に反対の立場を取り、家永三郎の教科書訴訟を支援した。

### 指導学生
- 中村政則
- 池享
- 池上裕子[9]
- 森武麿[9]
- 西田美昭
- 春日豊
- 大門正克
- 西成田豊
- 浅井良夫
- 関口恒雄[10]
- 松元宏[11]
- 千田稔[12]
- 林華生[9]
- 福島清彦
- 峰崎直樹[13]。

## 家族・親族
- 妻：永原和子も歴史学者。女性史研究で知られる。

## 著書

### 単著
- 『新日本史講座　封建時代前期の民衆生活』（中央公論社、1950年）
- 『日本封建社会論』（東京大学出版会、1955年）
- 『源頼朝』（岩波書店、1958年）
- 『日本封建制成立過程の研究』（岩波書店、1961年）
- 『日本の歴史10　下剋上の時代』（中央公論社、1965年）
- 『体系・日本歴史3　大名領国制』（日本評論社、1967年）
- 『日本の中世社会』（岩波書店、1968年）
- 『日本経済史』（有斐閣、1970年）
- 『日本中世社会構造の研究』（岩波書店、1973年）
- 『日本の歴史14　戦国の動乱』（小学館、1975年）
- 『中世成立期の社会と思想』（吉川弘文館、1977年）
- 『中世内乱期の社会と民衆』（吉川弘文館、1977年）
- 『荘園』（評論社、1978年）
- 『歴史学叙説』（東京大学出版会、1978年）
- 『日本経済史』（岩波書店、1980年）
- 『日本中世の社会と国家』（日本放送出版協会、1982年）
- 『皇国史観』（岩波書店、1983年）
- 『大系日本の歴史6　内乱と民衆の世紀』（小学館、1988年）
- 『新・木綿以前のこと』（中央公論社、1990年）
- 『天皇制・新国家主義と歴史教育』（あゆみ出版、1990年）
- 『室町戦国の社会　商業・貨幣・交通』（吉川弘文館、1992年）ISBN　9784642062985
- 『中世動乱期に生きる　一揆・商人・侍・大名』（新日本出版社、1996年）復刊　吉川弘文館、「読みなおす日本史」2023年　ISBN　9784642075275
- 『戦国期の政治経済構造』（岩波書店、1997年）
- 『「自由主義史観」批判』（岩波書店、2000年）
- 『歴史教科書をどうつくるか』（岩波書店、2001年）
- 『富士山宝永大爆発』（集英社、2002年）復刊　吉川弘文館、「読みなおす日本史」2015年　ISBN　9784642065924
- 『20世紀日本の歴史学』（吉川弘文館、2003年）ISBN　9784642077972
- 『苧麻・絹・木綿の社会史』（吉川弘文館、2004年）ISBN　	9784642079341
- 『永原慶二著作選集』（吉川弘文館、2007-2008年）
  - (1)日本封建社会論　日本の中世社会　ISBN　9784642026802
  - (2)日本封建制成立過程の研究　ISBN　9784642026819
  - (3)日本中世社会構造の研究　ISBN　9784642026826
  - (4)荘園　荘園制と中世村落　ISBN　9784642026833
  - (5)大名領国制　中世後期の社会と経済　ISBN　9784642026840
  - (6)戦国期の政治経済構造　戦国大名と都市　ISBN　9784642026857
  - (7)日本中世の社会と国家　中世史の争点　ISBN　9784642026864
  - (8)日本経済史　苧麻・絹・木綿の社会史　ISBN　9784642026871
  - (9)歴史学叙説　20世紀日本の歴史学　ISBN　9784642026888
  - (10)歴史教育と歴史観　ISBN　9784642026895

### 編著
- （古島敏雄）『商品生産と寄生地主制』（東京大学出版会、1954年）
- 『日本経済史大系2』（東京大学出版会、1965年）
- 『人物日本の歴史4　鎌倉と京都』（読売新聞社、1966年）
- 『戦国期の権力と社会』（東京大学出版会、1976年）
- 『戦国時代 1550年から1650年の社会転換』（吉川弘文館、1978年）
- 『カレンダ－日本史 一日一史話』（岩波書店、1979年）
- （松島栄一）『元号問題の本質』（白石書店、1979年）
- 『日本経済史を学ぶ』（有斐閣、1982年）
- 『講座・日本技術の社会史』（日本評論社、1983年）
- 『中世・近世の国家と社会』（東京大学出版会、1986年）
- 『中世の発見』（吉川弘文館、1993年）

### 映画・テレビドラマ監修
- NHK大河ドラマ 『太平記』